# Haeska (Pihtla)
Haeska – wieś w Estonii, w prowincji Sarema, w gminie Pihtla.